# Петропавловка (Нижнеомский район)
Петропавловка — деревня в Нижнеомском районе Омской области России. Входит в состав Новотроицкого сельского поселения.

## История
Основана в 1911 году. В 1928 году посёлок Петропавловский состоял из 31 хозяйства, основное население — белоруссы. Центр Петропавловского сельсовета Большереченского района Тарского округа Сибирского края.
В соответствии с Законом Омской области от 30 июля 2004 года № 548-ОЗ «О границах и статусе муниципальных образований Омской области» деревня вошла в состав образованного Новотроицкого сельского поселения. 

## Население
| 1926 | 2010 |
| ---- | ---- |
| 182  | ↘61  |